# Vlaamse Rapsodie (Poot)
Vlaamse Rapsodie - Rhapsodie flamande is de eerste compositie voor harmonieorkest of fanfare van de Belgische componist en lid van de componisten groep De Synthetisten Marcel Poot uit 1922.